# Ernst Cassirer
Ernst Cassirer (født 28. juli 1874, død 13. april 1945) var en tysk filosof af jødisk oprindelse. Han tog doktorgraden ved universitetet i Marburg i 1899, hvor han havde studeret med Hermann Cohen og Paul Natorp. Dermed blev han af mange opfattet som nykantianer, selv om han senere udviklede sin egen kulturfilosofi.
Efter mange år som privatdocent fik han et professorat i Hamborg i 1919, hvor han underviste til 1933, da han måtte forlade hjemlandet.
Han flygtede til University of Oxford, hvor han underviste frem til 1935, var derefter professor i Göteborg til 1941, gæsteprofessor ved Yale University til 1943 og boede derefter i New York, hvor han underviste ved Columbia University fra 1943 til sin død i 1945.

## Værker (udvalg)
- Substanzbegriff und Funktionsbegriff (1910)
- Freiheit und Form. Studien zur deutschen Geistesgeschichte (1916)
- Kants Leben und Lehre (1918)
- Philosophie der symbolischen Formen (1923-29)
- Die Philosophie der Aufklärung (1932)
- Zur Logik der Kulturwissenschaften (1942)
- An Essay on Man (ty. 1960: Was ist der Mensch? Versuch einer Philosophie der menschlichen Kultur) (1944 )
- The Myth of the State (ty. 1949: Vom Mythus des Staates) (posthumt) (1946)